# Toxicity
Toxicity je druhé řadové album americké metalové skupiny System of a Down. Světlo světa spatřilo 4. září 2001. Debutovalo na prvním místě amerického žebříčku a prodalo se osm milionů kopií. První singl Chop Suey! byl nominován na Grammy.
Muzika System of a Down na albu Toxicity není lehce zařaditelná a označit ji jako folk-alternative-metal není vůbec úplné. Jejich hudba je charakterizována přechody mezi surovými a nelítostnými riffy a nádhernými lyrickými pasážemi, inspirovanými mimo jiné i hudbou Středního východu. Texty na Toxicity rozebírají sociologické a politické problémy a nikoli osobní život Malakiana jako na Mezmerize/Hypnotize. Přesto je význam vzkazovaného textu tak neurčitý, jako hudební styl kapely. V každé skladbě je sice možné vypozorovat určité znaky, o čem by asi měla být, ale úplná pravda se skrývá v podvědomí každého posluchače a záleží jen na něm, jakou si zvolí.
Při nahrávání alba vzniklo okolo 30 písní, na Toxicity se jich však dostalo jen 14. Na zbytku skupina pracovala ještě rok a vydala na následujícím počinu Steal This Album! (podobně jako Load/ReLoad od Metallicy či Reise, Reise/Rosenrot od Rammstein).
Obal alba byl navržen Markem Wakefieldem, který byl do nahrazení Chesterem Benningtonem zpěvákem Linkin Park.

## Seznam skladeb
Autorem všech textů je Serj Tankian a Daron Malakian, který je i autorem hudby, pokud není uvedeno jinak.
| Pořadí         | Název          | Autor                    | Délka |
| -------------- | -------------- | ------------------------ | ----- |
| 1.             | Prison Song    |                          | 3:21  |
| 2.             | Needles        |                          | 3:13  |
| 3.             | Deer Dance     |                          | 2:55  |
| 4.             | Jet Pilot      | Shavo Odadjian, Malakian | 2:06  |
| 5.             | X              |                          | 1:58  |
| 6.             | Chop Suey!     |                          | 3:32  |
| 7.             | Bounce         | Odadjian, Malakian       | 1:54  |
| 8.             | Forest         |                          | 4:00  |
| 9.             | ATWA           |                          | 2:56  |
| 10.            | Science        |                          | 2:43  |
| 11.            | Shimmy         | Tankian                  | 1:51  |
| 12.            | Toxicity       | Odadjian, Malakian       | 3:39  |
| 13.            | Psycho         |                          | 3:45  |
| 14.            | Aerials        |                          | 6:11  |
| Celková délka: | Celková délka: | Celková délka:           | 44:01 |

1. "Toxicity" (Hudební klip) (Režíroval: Shavo Odadjian)
2. "Prison Song" (Video z koncertu)
3. "Chop Suey!" (Video z koncertu)
4. "Bounce" (Video z koncertu)

- Videa z koncertu byla nahrána 10. září 2001 v Allstate Arena ve městě Rosemont ve státě Illinois.